# Scrimă la Jocurile Olimpice de vară din 2020

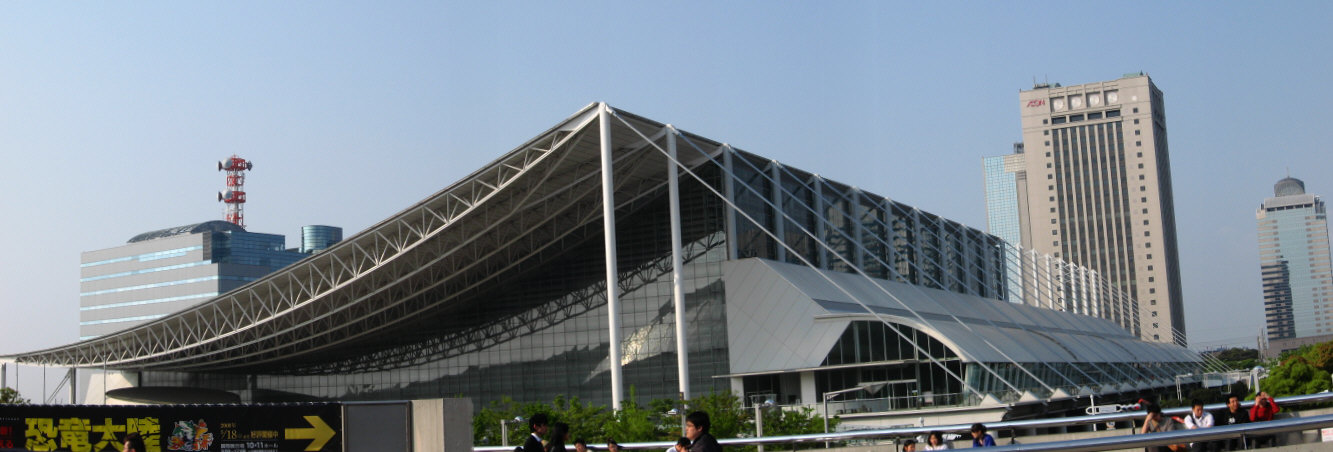
Makuhari Messe din Chiba

Probele de scrimă la Jocurile Olimpice de vară din 2020 s-au desfășurat între 24 iulie–1 august 2021 la Makuhari Messe din Chiba, Japonia. Au fost 12 probe, fiind pentru prima dată când au avut loc probe pentru toate cele 3 tipuri de arme atât la masculin, cât și la feminin.
Inițial programate pentru perioada 25 iulie-2 august 2020, probele au fost amânate pentru perioada 24 iulie-1 august 2021 din cauza panedemiei de COVID-19.

## Clasament pe medalii
| Loc   | Țară                       | Aur | Argint | Bronz | Total |
| ----- | -------------------------- | --- | ------ | ----- | ----- |
| 1     | COR                        | 3   | 4      | 1     | 8     |
| 2     | Franța                     | 2   | 2      | 1     | 5     |
| 3     | Coreea de Sud              | 1   | 1      | 3     | 5     |
| 4     | Ungaria                    | 1   | 1      | 1     | 3     |
| 5     | Estonia                    | 1   | 0      | 1     | 2     |
| 5     | Statele Unite ale Americii | 1   | 0      | 1     | 2     |
| 7     | China                      | 1   | 0      | 0     | 1     |
| 7     | Hong Kong                  | 1   | 0      | 0     | 1     |
| 7     | Japonia                    | 1   | 0      | 0     | 1     |
| 10    | Italia                     | 0   | 3      | 2     | 5     |
| 11    | România                    | 0   | 1      | 0     | 1     |
| 12    | Cehia                      | 0   | 0      | 1     | 1     |
| 12    | Ucraina                    | 0   | 0      | 1     | 1     |
| Total | Total                      | 10  | 10     | 10    | 30    |

## Probe

### Masculin
| Probă              | Aur                                                                        | Argint                                                                | Bronz                                                                                          |
| Spadă individual   | Romain Cannone · Franța (FRA)                                              | Gergely Siklósi · Ungaria (HUN)                                       | Ihor Reizlin · Ucraina (UKR)                                                                   |
| Spadă pe echipe    | Japonia (JPN) · Koki Kano · Kazuyasu Minobe · Masaru Yamada · Satoru Uyama | COR Sergey Bida Sergey Khodos Pavel Sukhov Nikita Glazkov             | Coreea de Sud (KOR) · Park Sang-young · Ma Se-geon · Song Jae-ho · Kweon Young-jun             |
| Floretă individual | Cheung Ka-long · Hong Kong (HKG)                                           | Daniele Garozzo · Italia (ITA)                                        | Alexander Choupenitch · Cehia (CZE)                                                            |
| Floretă pe echipe  | Franța · Enzo Lefort · Erwann Le Péchoux · Julien Mertine · Maxime Pauty   | COR Anton Borodachev Kirill Borodachev Vladislav Mylnikov Timur Safin | Statele Unite ale Americii · Race Imboden · Nick Itkin · Alexander Massialas · Gerek Meinhardt |
| Sabie individual   | Áron Szilágyi · Ungaria (HUN)                                              | Luigi Samele · Italia (ITA)                                           | Kim Jung-hwan · Coreea de Sud (KOR)                                                            |
| Sabie pe echipe    | Coreea de Sud · Oh Sang-uk · Kim Jun-ho · Kim Jung-hwan · Gu Bon-gil       | Italia · Luca Curatoli · Luigi Samele · Enrico Berrè · Aldo Montano   | Ungaria · Áron Szilágyi · András Szatmári · Tamás Decsi · Csanád Gémesi                        |

### Feminin
| Probă              | Aur                                                                              | Argint                                                                         | Bronz                                                                           |
| Spadă individual   | Sun Yiwen (CHN)                                                                  | Ana Maria Popescu (ROU)                                                        | Katrina Lehis (EST)                                                             |
| Spadă pe echipe    | Estonia · Julia Beljajeva · Irina Embrich · Erika Kirpu · Katrina Lehis          | Coreea de Sud · Choi In-jeong · Kang Young-mi · Lee Hye-in · Song Se-ra        | Italia · Rossella Fiamingo · Federica Isola · Mara Navarria · Alberta Santuccio |
| Floretă individual | Lee Kiefer · Statele Unite ale Americii (USA)                                    | Inna Deriglazova (COR)                                                         | Larisa Korobeynikova (COR)                                                      |
| Floretă pe echipe  | (COR) Inna Deriglazova Larisa Korobeynikova Marta Martyanova Adelina Zagidullina | Franța · Anita Blaze · Astrid Guyart · Pauline Ranvier · Ysaora Thibus         | Italia · Martina Batini · Erica Cipressa · Arianna Errigo · Alice Volpi         |
| Sabie individual   | Sofia Pozdniakova (COR)                                                          | Sofya Velikaya (COR)                                                           | Manon Brunet · Franța (FRA)                                                     |
| Sabie pe echipe    | COR Olga Nikitina Sofia Pozdniakova Sofya Velikaya                               | Franța (FRA) · Sara Balzer · Cécilia Berder · Manon Brunet · Charlotte Lembach | Coreea de Sud (KOR) · Kim Ji-yeon · Yoon Ji-su · Seo Ji-yeon · Choi Soo-yeon    |